# Dryopteris tokudai
Dryopteris tokudai är en träjonväxtart som beskrevs av Sugim. Dryopteris tokudai ingår i släktet Dryopteris och familjen Dryopteridaceae. Inga underarter finns listade.